# Школа Г. М. Будагова
Школа Г. М. Будагова — первая школа Новониколаевского посёлка, созданная в 1895 году инженером-путейцем Григорием Будаговым.

## История
Школа была создана инженером-путейцем Григорием Будаговым в 1895 году в районе Закаменки и занимала шестое место первого квартала.
Здание, в котором открылось учебное заведение, первоначально было построено для любительских спектаклей.
Время и место основания школы известно из прошения, направленного Будаговым уже после его отъезда из посёлка начальнику Алтайского округа Болдыреву:

В начале 1895 года, с разрешения гг. Томского губернатора и попечителя Западно-Сибирского учебного округа, мною были устроены в выселке села Кривощекова на правом берегу Оби, в нынешнем поселке Ново-Николаевском, воскресные чтения для рабочих. Для означенных чтений было выстроено особое рубленое бревенчатое здание, площадью 59 кв. сажен, приобретены волшебный фонарь и картины к нему, на что израсходовано более 2000 руб., которые частью собраны по подписке, частью поступили как доход читальни от спектаклей, устраиваемых в ее помещении любителями и проезжими труппами артистов...
Болдырев поддержал прошение, направив рапорт управляющему Кабинетом В. П. Гудим-Левковичу, в котором указал, что «нежелательно оставлять без школы значительное население поселка, хотя пока и не устроенное».
21 июля 1897 года был составлен акт о передаче Будаговым здания школы с имуществом управляющему Томским имением.
В августе 1897 года управляющий Кабинетом распорядился принять образовательное учреждение, сделать в нём ремонт на сумму не более 400 рублей, выделить 201 рубль на текущий год, после чего вносить на ее содержание 548 рублей в смету Алтайского округа ежегодно.
Однако вскоре обнаружились недостатки временного сооружения. 17 июня 1899 первый штатный учитель школы Николай Козлов составляет рапорт о неудовлетворительном техническом состоянии учебного заведения. Тогда В. С. Шубенко предложил снести здание, а взамен построить две новые школы. В рапорте начальнику он написал:

Здание построено не для школы, а для театра, и световая поверхность, будучи поставлена без соображения с педагогическими требованиями, не может удовлетворять нуждам школы…
Также в рапортах указывалось, что построенное в спешке здание стоит без фундамента, и толщина его брёвен недотаточная, в результате чего школьники испытывают холод. Кроме того, основанием для постройки новой школы служил общий дефицит школьных учреждений — Шубенко в своих докладах говорил о более чем 3000 детей школьного возраста, проживавших в Новониколаевском поселении, при этом (по его же данным) в посёлке действовало лишь пять учебных заведений: Обское железно-дорожное училище (180 учеников), школа Алтайского округа (новое название школы Будагова, 139 учеников), Ново-Николаевское 2-класнное училище (110 учеников), временная женская церковно-приходская школа (50 учеников), и школа грамоты (действовала только на частные пожертвования, 50 учеников). В итоге для новых школ составили сметы общей суммой в 15 000 рублей и отвели для них примерные участки, однако планы по строительству не были реализованы из-за отказа Кабинета — их квадратура оказалась больше, чем предусматривалась градостроительными нормами для таких посёлков как Новониколаевск. В результате было выделено 500 рублей на ремонт старой будаговской школы.

## Недвижимое имущество школы
Недвижимое имущество школы составляли: 1) деревянное здание «под помещение школы, с пристройкой к нему, площадью 73 кв. сажени»; 2) пристройка к задней части этого здания, представлявшая собой бревенчатое неотделанное сооружение (ранее — столярная мастерская инженера Березина); 3) здание «для помещения учителя», пожертвованное инженером В. А. Линком, в котором, вероятно, жил Николай Козлов.

## Школьное имущество
Список «имущества, относящегося к школе и читальне» начинается с перечисления икон Богоматери в серебряной ризе, в простой ризе, а также икона Николая Чудотворца, затем — портрет Николая II в раме, после чего вперемешку перечисляются школьные принадлежности и хозяйственные предметы. В перечне значатся 29 «школьных крашенных» парт, распределённых на две группы по восемь и ещё одну в количестве 13 штук, и три классных доски, из чего следует, что занятия проводились в трёх классных кабинетах.
Школе были переданы «учебники по каталогу» (660 штук на 213 рублей 15 копеек), «рама для букв», 50 аспидных досок, две географические карты, глобус волшебный фонарь, к которому прилагалось 127 штук диапозитивов, и один экран, 144 книги «по каталогу» и книга «Школьные песни».
Данный список иллюстрирует повседневную жизнь школы, в числе хозяйственных вещей перечисляются кадка «с цинковым краном», шайка из дерева, ковш, графин для воды, который, вероятнее всего, был предназначен для учителей.
В отдельном разделе представлено имущество театра: медный самовар за 13 рублей 40 копеек, декорации, мужские и женские парики, косы, бороды; количество костюмов не указано, но отмечена их стоимость — 200 рублей.